# Автошлях Т 2019
Автошлях Т 2019 — автомобільний шлях територіального значення в Тернопільській області. Проходить територією Підволочиського району. З'єднує автошлях М12 (село Кам'янки) з Т 2002 (Скалат). Загальна довжина — 14,5 км.